# Augustus Mongredien
Augustus Mongredien (Mongredieu) (nascut el 17 de març de 1807 a Londres, mort el 30 de març de 1888 a Forest Hill, Londres), va ser un economista, escriptor, botànic i escaquista anglès.

## Trajectòria pública
Fill de refugiats francesos emigrats per la Revolució Francesa el 1802. Es va unir a un grup reformista anomenat la Unió Política Nacional el 1831, i està catalogat com un membre del club associat Radical el 1838.
Com a comerciant de blat de moro, va escriure el llibre "Report on Corn Consumption of Indian Corn in Ireland in 1849". Havia estat il·legal la importació de blat de moro a Anglaterra o Irlanda, però la gran fam va portar a un relaxament d'aquesta llei. Els partidaris del Tractat de Lliure Comerç van considerar que es tractava d'un pas molt important en l'alleujament de la fam, i el va utilitzar com a argument per a una reducció més gran dels aranzels en general.
Es va convertir en un activista apassionat pel lliure comerç, i va escriure textos polèmics sobre el tema. El primer es va anomenar "Lliure Comerç i l'Economia Anglesa", que va aparèixer al voltant de 1879. El llibre va ser recomanat pel popular John Bright, i va vendre desenes de milers de còpies.
El llibre més controvertit de Mongredien, The Western Farmer of America, va ser editat per primera vegada el 1880. El llibre afirma que els aranzels proteccionistes imposats per ajudar els agricultors nord-americans realment van tenir un impacte negatiu global sobre els mateixos agricultors, així com en el sistema comercial sencer. Algunes de les respostes al llibre tracten serioses objeccions tècniques, però altres reaccions són més negatives. The Christian Union, el 30 de juny de 1880, diu que "El fullet està escrit per tal d'assegurar una venda més gran de les fàbriques angleses als Estats Units". The International Review, de desembre de 1880, en diu un extraordinari exemple de pensament insular.

### Obres
Mongredien va escriure obres sobre lliure comerç, i sobre botànica.
Les seves obres principals són: 
1. Trees and Shrubs for English Plantations ; a selection and description of the most Ornamental Trees and Shrubs, Native and Foreign, which will flourish in the Open Air in our Climate .... with Illustrations, London, 8vo.
2. England's Foreign Policy ; an Enquiry as to whether we should continue a Policy of Intervention, London, 8vo.
3. The Heatherside Manual of Hardy Trees and Shrubs, London, 1874-5, 8vo.
4. Frank Allerton. An Autobiography, 3 vols. London, 1878, 8vo.
5. Free Trade and English Commerce, 2nd edit. London [1879], 8vo ; answered by F. J. B. Hooper, 1880 ; and in Half-a-pair of Scissors ; or what is our (so-called) Free Trade ? (anon.), Manchester, 1885.
6. The Western Farmer of America, London, 1880, 8vo, reprinted 1886 ; replied to by T. H. Dudley and J. W. Hinton.
7. History of the Free Trade Movement in England, London, 1881, 8vo, translated into French by H. Gravez, Paris, 1885, 8vo.
8. Pleas for Protection examined, London, 1882, 8vo; reprinted 1888.
9. Wealth-Creation, London, 1882, 8vo.
10. The Suez Canal Question, 1883, 8vo.
11. Trade Depression, recent and present [1885], 8vo.
12. On the Displacement of Labour and Capital, 1886, 8vo.[3]

## Trajectòria com a escaquista
Va ser president dels clubs d'Escacs de Londres, des de 1839 i durant més de 30 anys, i de Liverpool, i va promocionar els escacs en ambdues ciutats. Va ser molt actiu com a jugador a mitjans de la dècada de 1840, jugant un matx contra Elijah Williams el 1844 (la puntuació d'aquest matx es desconeix), i contra Ludwig Bledow (4-7-1), Carl Mayet (3-3-1) Hermann von Hanneken (3-1-2) i Howard Staunton (0-2-3) el 1845.
Charles Henry Stanley va editar a la columna de Spirit of the Times, diari setmanal de Nova York, una sèrie de partides de Mongredien, i tracta d'organitzar un matx entre Nova York i Liverpool, d'on Mongredien és el president del club.
En matxs posteriors, Mongredien perd 9-6 davant George Webb Medley el 1850, i 4-0-1 contra Elijah Williams el 1851. El llibre Nekoronovanye Chempiony (Uncrowned Champions), de YI Neishtadt, ofereix puntuacions dels matxs informals jugats per Lionel Kieseritzky a la vegada que se celebrava el gran Torneig d'escacs de Londres de 1851. Kieseritzky guanya la majoria de les seves partides contra Henry Thomas Buckle, Carl Mayet, József Szén, Johann Jakob Lówental, Henry Bird i Adolf Anderssen, taules amb Carl Jaenisch (1-1-1), i només perd (1-2) contra Mongredien.
Els posteriors resultats de Mongredien són més aviat discrets. Va perdre matxs contra Paul Morphy (7-0-1 el 1859), Daniel Harrwitz (7-0-1 el 1860), Wilhelm Steinitz (7-0 el 1863), i va acabar 11è al Torneig de Londres de 1862.
Al món dels Escacs, Mongredien tenia la reputació de ser un particularment amable oponent. Hugh Alexander Kennedy l'anomena "príncep", Morphy va ser particularment amable amb Mongredien, i apareix com un col·laborador de tots dos en els escacs i en causes caritatives. Com a ressenya a destacar, Mongredien va ser un dels primers a proposar partides d'escacs jugant posicions inicials assignades a l'atzar (vegeu, per exemple, Eclectic Magazine of Foreign Literature, de gener de 1876).